# Vaux-Lavalette
Vaux-Lavalette är en kommun i departementet Charente i regionen Nouvelle-Aquitaine i västra Frankrike. Kommunen ligger  i kantonen Villebois-Lavalette som ligger i arrondissementet Angoulême. År 2022 hade Vaux-Lavalette 79 invånare.

## Befolkningsutveckling
Antalet invånare i kommunen Vaux-Lavalette
Referens:INSEE